# 飛島郵便局
飛島郵便局（とびしまゆうびんきょく）は山形県酒田市飛島勝浦にある郵便局。民営化前の分類では集配特定郵便局であった。

## 概要
住所：〒998-0281 山形県酒田市飛島勝浦甲95番地

## 沿革
- 1876年（明治9年）7月 - 飛島郵便局（五等）として開設[1]。
- 1899年（明治32年）3月1日 - 貯金取扱を開始。
- 1899年（明治32年）12月16日 - 為替取扱を開始。
- 1939年（昭和14年）10月23日 - 電話交換業務を開始[2]。
- 1975年（昭和50年）6月1日 - 風景入通信日付印の使用を開始[3]。
- 1978年（昭和53年）11月8日 - 電話の加入および料金に関する簡易な事務を除く電話交換業務を、酒田電報電話局に移管。
- 1985年（昭和60年）10月1日 - 電話の加入および料金に関する簡易な事務を、酒田電報電話局に移管。
- 2007年（平成19年）3月5日 - 酒田郵便局を統括センターとする配達センター化。
- 2007年（平成19年）10月1日 - 民営化に伴い、併設された郵便事業酒田支店飛島集配センターに一部業務を移管。
- 2012年（平成24年）10月1日 - 日本郵便株式会社発足に伴い、郵便事業酒田支店飛島集配センターを飛島郵便局に統合。
- 2024年（令和6年）4月1日 - 集配業務を酒田郵便局へ移管、無集配局となる。

## 取扱内容
- 郵便、印紙、ゆうパック、内容証明
- 貯金、為替、振替、振込、国債
- 生命保険、バイク自賠責保険
- ゆうちょ銀行ATM

## 周辺
- 酒田市役所 飛島連絡所
- 酒田市役所 とびしま総合センター
- テキ穴洞穴

## アクセス
- 飛島（勝浦）港から北へ約900m（徒歩約11分）